# La Barbarie douce
 (octobre 2016).
Améliorez-le ou discutez des points à vérifier. 
La Barbarie douce est un livre de Jean-Pierre Le Goff publié en 1999 et réédité en 2003.

## Plan
Introduction
1. Moderniser à tout prix
  1. Management et manipulation : les émancipateurs de l'ère nouvelle
    1. Le "savoir-être" à tout faire
    2. Des logiciels de manipulation
    3. Inversion des rôles et autoservitude
    4. Le management paradoxal

  2. Evaluation des compétences et déshumanisation du travail
    1. Une nouvelle approche de l'emploi
    2. L'incroyable logomachie de la "compétence"
    3. La machinerie de l'insignifiance

  3. Les outils pédagogiques "libérateurs"
    1. Les "outils d'évaluation" et les "contrats" appliqués aux enfants
    2. Des effets insidieux
    3. L'expérience humaine et la culture en question
    4. L'autonomie à tout prix
    5. Vers l'école de la non-violence ?
    6. L'impossible synthèse

  4. L'école sous la pression moderniste
    1. "L'école de la réussite au service des jeunes" ?
    2. Les nouvelles formules de l'enseignement
    3. Refonder l'école pour éviter la "guerre civile" ?
    4. Les nouveaux objectifs de l'école
    5. Quel héritage ?
    6. Quelle citoyenneté ?
    7. Un discours insaisissable
2. Comment en est-on arrivé là ?
  1. Aux origines culturelles de la barbarie douce
    1. L'autonomie comme table rase
    2. Une nouvelle conception de l'éducation permanente
    3. L'institution scolaire en question
    4. Un héritage difficile à assumer
    5. Une nouvelle donne

  2. Aux origines de la gauche moderniste
    1. Le culte de l'entreprise et le nouveau management
    2. La formation et l'école au service de la modernisation
    3. Fuite en avant et invocation des valeurs
    4. L'incohérence

  3. Des conditions pour espérer ?
    1. La modernisation encore et encore
    2. Les impasses de la gauche radicale
    3. À la recherche d'un nouveau mouvement social

Conclusion
Postface à l'édition de 2003